# Медаль «За отличие в военной службе» (ФПС)
Меда́ль «За отли́чие в вое́нной слу́жбе» — ведомственная медаль ФПС России, учреждённая приказом ФПС РФ № 309 от 5 июля 1995 года. В связи упразднением ФПС России 11 марта 2003 года и вхождением пограничных войск в состав ФСБ РФ, награждение данной медалью прекращено.

## Правила награждения
Согласно Положению медалью «За отличие в военной службе» награждались военнослужащие и лица гражданского персонала ФПС России, органов и войск ФПС России за добросовестную военную службу, имеющие выслугу лет в календарном исчислении.
Медаль состоит из трёх степеней:
- I степени - для награждения военнослужащих, проходящих военную службу не менее 20 лет;
- II степени - для награждения военнослужащих, проходящих военную службу не менее 15 лет;
- III степени - для награждения военнослужащих, проходящих военную службу не менее 10 лет.

Высшей степенью медали является I степень. Награждение медалью производится последовательно от низшей степени к высшей. Награждение медалью более высокой степени не допускается без получения награждаемым медали предыдущей степени.

## Правила ношения
Медаль носится на левой стороне груди и располагается перед медалями «За безупречную службу» в Вооружённых Силах СССР. При наличии у награждённого медалей двух и более степеней медали низших степеней не носятся.

## Описание медали
Медаль I степени изготавливается из нейзильбера, II степени – из латуни, III степени – из латуни, покрытой эмалью; имеет форму круга диаметром 32 мм с выпуклым бортиком с обеих сторон. На лицевой стороне медали в центре – рельефное изображение щита на фоне перекрещенных мечей, крыльев и якоря; в центре щита помещена римская цифра, обозначающая степень медали, – I, II или III; в нижней части – по кругу рельефная надпись: «ЗА ОТЛИЧИЕ В ВОЕННОЙ СЛУЖБЕ». Рисунок полностью повторяет рисунок медали «За отличие в военной службе» Министерства обороны России. На оборотной стороне медали в центре — рельефное одноцветное изображение эмблемы Вооружённых Сил России на лаврово-дубовом венке, перевитым снизу лентой; по кругу рельефная надпись: «ФЕДЕРАЛЬНАЯ ПОГРАНИЧНАЯ СЛУЖБА РОССИЙСКОЙ ФЕДЕРАЦИИ».
Медаль при помощи ушка и кольца соединяется с пятиугольной колодкой, обтянутой красной шёлковой муаровой лентой шириной 24 мм с жёлтыми полосами по краям; посередине ленты зелёные полосы: для медали I степени – одна полоса, II степени – две полосы, III степени – три полосы; ширина полос – 2 мм, расстояние между зелёными полосами – 2 мм.